# 希契科克 (南达科他州)
希契科克（英語：Hitchcock）是美国南达科他州下属的一座城鎮。根据2010年美国人口普查，该鎮有人口92人。论人口在本州排行第240。